# 須知川水辺公園
須知川水辺公園（しゅうちがわみずべこうえん）は、京都府船井郡京丹波町須知居屋ノ下にある都市公園。

## 概要
当公園は京都府を流れる一級河川由良川水系須知川本川の付け替え工事によって生じた約1,300坪の土地を、丹波町の水辺公園として周辺を整備する計画で出現。隣接地に計画中の大規模な商業施設（1997年に道の駅丹波マーケスとして開業）に添わせる形で先行して計画された。